# DDR-Ringermeisterschaften 1953
1953 wurden die 5. DDR-Meisterschaften im Ringen ausgetragen. 

## Ergebnisse

### Griechisch-römischer Stil
| Klasse            | Platz | Name                 |                     |
| ----------------- | ----- | -------------------- | ------------------- |
| Fliegengewicht    | 1.    | Erich Hoffmann       | Empor Gelenau       |
| Fliegengewicht    | 2.    | Wolfgang Koch        | Leipzig             |
| Fliegengewicht    | 3.    | Sylvester Debnar     | Halle               |
|                   |       |                      |                     |
| Bantamgewicht     | 1.    | Kurt Klemt           | Motor Suhl          |
| Bantamgewicht     | 2.    | Werner Pfeil         | Motor Schott Jena   |
| Bantamgewicht     | 3.    | Erich Nitsche        | Einheit Dresden     |
|                   |       |                      |                     |
| Federgewicht      | 1.    | Heinz-Joachim Schulz | Motor Suhl          |
| Federgewicht      | 2.    | Heinz Beuschel       | Halle               |
| Federgewicht      | 3.    | Gerhard Lohr         | Gera                |
|                   |       |                      |                     |
| Leichtgewicht     | 1.    | Heinz Becker         | Rotation Greiz      |
| Leichtgewicht     | 2.    | Alfred Tischendorf   | Gera                |
| Leichtgewicht     | 3.    | Heinrich Keil        | Dresden             |
|                   |       |                      |                     |
| Weltergewicht     | 1.    | Bruno Finzel         | Rotation Leipzig    |
| Weltergewicht     | 2.    | Ringer               | Halle               |
| Weltergewicht     | 3.    | Siegfried Schäfer    | Suhl                |
|                   |       |                      |                     |
| Mittelgewicht     | 1.    | Kurt Hoffmann        | Rotation Greiz      |
| Mittelgewicht     | 2.    | Horst Neumann        | SG Hohenschönhausen |
| Mittelgewicht     | 3.    | Alfred Hein          | Motor Warnemünde    |
|                   |       |                      |                     |
| Halbschwergewicht | 1.    | Walter Schlegelmilch | Motor Suhl          |
| Halbschwergewicht | 2.    | Fritz Fleischhauer   | Halle               |
| Halbschwergewicht | 3.    | Horst Unger          | Karl-Marx-Stadt     |
|                   |       |                      |                     |
| Schwergewicht     | 1.    | Herbert Albrecht     | Motor Suhl          |
| Schwergewicht     | 2.    | Adolf Sillmann       | Motor Suhl          |
| Schwergewicht     | 3.    | Martin Lässig        | Gera                |